# Nègre de paille : suivi de, Nouvelles
Nègre de paille : suivi de, Nouvelles est un livre de l'écrivain franco-camerounais Yodi Karone,. Paru en 1982 aux éditions Silex,,, l'oeuvre reçoit le Grand Prix littéraire d'Afrique noire la meme année.